# Берат Албайрак
Берат Албайрак (на турски: Berat Albayrak) е турски бизнесмен и политик, от 10 юли 2018 г. е министър на финансите. Той е бивш главен изпълнителен директор на Чалък холдинг и бивш министър на енергетиката и природните ресурси. Зет е на турския президент Реджеп Таип Ердоган, женен за една от дъщерите му – Есра Ердоган. Той е бил министър на енергетиката и природните ресурси в 64-то и 65-о правителство на Турция и е бил министър на финансите в 66-о правителство до неочакваната му оставка на 8 ноември 2020 г., която според него е заради здравословни причини. Оставката му е официално приета на 9 ноември и той е наследен от Лютфи Елван на 10 ноември.

## Ранни години
Берат Албайрак е роден на 1 януари 1978 г., син на Садък Албайрак, журналист и политик. Завършва специалност „Бизнес администрация“ в Истанбулския университет.

## Кариера

### Чалък холдинг
Той се присъединява към Чалък холдинг през 1999 г. и е назначен за финансов директор на клона му в САЩ през 2002 г., докато учи за магистърска степен по бизнес администрация в Университета „Пейс“ в Ню Йорк. През 2004 г. Албайрак е назначен за мениджър на САЩ в Чалък холдинг.
След завръщането си в Турция през 2006 г. Албайрак става помощник генерален мениджър по финансови въпроси в Чалък холдинг и през 2007 г. е назначен за главен изпълнителен директор на Чалък холдинг.
Той е главен изпълнителен директор на Чалък холдинг до края на 2013 г.

### Вътрешна политика
На парламентарните избори през 2015 г. е избран за депутат от управляващата Партия на справедливостта и развитието, на предсрочните избори през ноември преизбран и назначен за министър на енергетиката и природните ресурси. Докато е министър, енергетиката харчи милиарди американски долари дългове и задлъжнява, което отрицателно повлиява върху дълговата и валутна криза в Турция през 2018 г.
На 9 юли 2018 г. е назначен от своя тъст за икономически ръководител на новата си администрация, отговарящ за новото министерство на финансите, което кара чуждестранните инвеститори да се оттеглят заради компетентността и правоприлагането на икономическата политика, заради което турската лира губи 3,8% от стойността си в рамките на един час след назначаването му.

### Международна политика

#### Търговия с гориво от Ислямска държава
За търговия с гориво от Ислямска държава през територията на Турция е обвиняван от Русия и турската опозиция. През декември 2016 г. Уикилийкс пуска над 57 000 имейла от 2000 до 2016 г., за които се твърди, че са получени от RedHack, където Уикилийкс заявяват, че са от лични имейли на Албайрак. Твърди се, че Албайрак участва в контрабанда с гориво от Ислямска държава, както и че има добри познания по въпросите на служителите и заплатите в компанията „Powertrans“, която спорно е дала монопол върху пътния и железопътния транспорт на петрол в Турция през Иракски Кюрдистан, добавяйки, че турските медии съобщават през 2014 и 2015, че Powertrans е обвинен в смесване на гориво, произведено от Ислямска държава в съседна Сирия, и добавяне към местните пратки, които в крайна сметка са достигнали до Турция. От своя страна Албайрак преди това отрича, че има връзка с Powertrans.

#### Забрана на Уикипедия
През април 2017 г. властите в Турция блокират достъпа до Уикипедия в цялата страна. През април 2018 г. става ясно, че тази забрана е заради четири статии, една от тях за Албайрак.

## Личен живот
През юли 2004 г. Албайрак се жени за Есра, която е една от дъщерите на тогавашния министър-председател на Турция – Реджеп Таип Ердоган. Те имат четири деца – Ахмет Акиф (р. 2006), Емине Махинур (р. 2009), Садък (р. 2015) и Хамза Салих (р. 2020).